# 바바 료마
바바 료마(馬場 良馬, 1984년 12월 15일 ~ )는 일본의 배우이다.